# Trichophyton megninii
Trichophyton megninii är en svampart som beskrevs av R. Blanch. 1895. Trichophyton megninii ingår i släktet Trichophyton och familjen Arthrodermataceae.   Inga underarter finns listade i Catalogue of Life.